# Zia Pueblo
Zia Pueblo é uma Região censo-designada localizada no estado americano de Novo México.

## Demografia
Segundo o censo americano de 2000, a sua população era de 646 habitantes.

## Geografia
De acordo com o United States Census Bureau tem uma área de
70,8 km², dos quais 70,7 km² cobertos por terra e 0,1 km² cobertos por água.

## Localidades na vizinhança
O diagrama seguinte representa as localidades num raio de 28 km ao redor de Zia Pueblo.